# Machadobelba similis
Machadobelba similis är en kvalsterart som beskrevs av Sandór Mahunka 1988. Machadobelba similis ingår i släktet Machadobelba och familjen Machadobelbidae. Inga underarter finns listade i Catalogue of Life.